# فريدريك جنسن (ممثل)
فريدريك جنسن (بالدنماركية: Frederik Jensen)‏ هو ممثل دانمركي، ولد في 25 يونيو 1863 بالدنمارك، وتوفي في 13 فبراير 1934 بكوبنهاغن في الدنمارك.

## وصلات خارجية
- فريدريك جنسن على موقع IMDb (الإنجليزية)
- فريدريك جنسن على موقع قاعدة بيانات الأفلام السويدية (السويدية)
- فريدريك جنسن على موقع قاعدة بيانات الفيلم (الإنجليزية)
- فريدريك جنسن على موقع كينوبويسك (الروسية)